# Piece (漫画)
『Piece』（ピース）は、芦原妃名子による日本の漫画作品。
『ベツコミ』（小学館）にて2008年5月号から2013年5月号まで2ヵ月おきに連載された。単行本は全10巻。連載開始当時は『Piece〜彼女の記憶〜』というタイトルだった。
作者によると、テーマは「考えるな、感じろ!」であるという（単行本第1巻より）。
2013年1月、第58回小学館漫画賞少女向け部門受賞。

## あらすじ
「――あの子の記憶をたどって」
大学生生活を送る水帆の下に、高校時代のクラスメイト・折口はるかが亡くなったと連絡が入る。特に親しくした覚えはないのに、折口は母親に水帆を親友だと言っていたらしい。そのことがきっかけとなり、彼女の母親に、はるかが付き合っていた男を探して欲しい、と頼まれる。地味で男の影なんか微塵も感じられなかった、と伝えるが、はるかは高校時代に妊娠・堕胎をしていたと言われる。驚く水帆だったが、当時のクラスメイトたちを訪ね、彼女の足跡を辿り始めると、自身の苦い思い出と否応なく向き合うこととなる。

## 登場人物
須賀 水帆（すが みずほ）
大学2年生（経済学部）。自分の感情よりも損得勘定で行動する。自分を、感情表現の乏しい冷たい人間だと思っている。実際はクールだが、母親や友達想いの優しい性格。
成海 皓（なるみ ひかる）
水帆の高校2年生の時のクラスメイト。水帆のファーストキスの相手。軽い性格で、何人もの女子と関係をもっていた。
折口 はるか（おりぐち はるか）
水帆の元クラスメイト。19歳の時、病気で死亡。高校時代は地味で目立たない存在だった。母親に心配をかけまいと、友達がいるふりをしていた。彼氏から貰ったという、H・Nのイニシャルが描かれた油絵を持っていた。“誰か”の子どもを妊娠し、中絶したと思われていたが…。
矢内 高史（やない たかし）
水帆の1学年上の先輩。折口と委員会が同じで、彼女にほのかに好意を寄せていた。心の中で折口を「白百合の君」と呼び、純粋で美しい対象として見ていたが、水帆から妊娠・堕胎のことを聞かされ理想が脆くも崩れる。水帆に次第に恋心を抱くようになる。
西田 礼美（にしだ れみ）
水帆の元クラスメイト。クラスのムードメーカー的存在だった。成海に体型を「“ぽっちゃり”じゃなくて“ちょいデブ”」と言われたことがある。潔癖のきらいがあり、合コンなどでも簡単に身体を触ってくるような男は嫌い。
瀬戸内 円（せとうち まどか）
水帆の元クラスメイト。学年一可愛いアイドル的存在だった。とても心優しい性格だが同性から嫉妬されたり菅原からストーカーをされる一因にもなっている。
菅原 勇（すがわら ゆう）
水帆の元クラスメイト。T大進学を目指して二浪中。高校時代、円にストーカーじみたことをしていた。
宮本（みやもと）
水帆の高校の体育教師。厳しいことで知られ、女生徒から私物を没収したところ、仕返しに「セクハラされた」と訴えられ、無実だったがそれが妻との離婚の原因となった。現在は小学生の息子・秋人と二人暮し。
宮本 秋人（みやもと あきと）
宮本の息子。父子家庭のためしっかりしている。はるかと仲が良かった。
七尾 君子（ななお きみこ）
成海家に毎週金曜日、掃除・洗濯・料理をしにくる家政婦。女手一つで育ててきた娘から初めて受けた反抗に絶望し、理沙子のカウンセリングを受ける。通い続ける内に理沙子から皓のベビーシッターを頼まれた。他人に対して無関心で情緒に欠けた皓を心の底から心配し、比呂の存在を知ると、少しは互いのプラスになるだろうと考え、理沙子の監視の目をかいくぐり度々皓を比呂に会わせていた。皓が20歳になるまでという契約の元、住み込みで家政婦をしていたが、皓と水帆のある事件以来来る回数を減らした。
成海 理沙子（なるみ りさこ）
皓と比呂の母で心療内科医。現在は仕事現場近くのマンションで暮らしている。女性誌でコラムなどを連載しており、心理学の著書を数多く出版しているなど、著名な人物。子どもを観察対象のサンプルとしてしか見ておらず、比呂と皓の兄弟を隔離して異なる環境下で育て、環境が人に与える影響を研究していた。皓の幼少時代は家に監視カメラを付け、発言や一挙手一投足を全て記録し、何を食べ何をして遊ぶかなど、食事・行動のスケジュールを決めていた。
成海 比呂（なるみ ひろ）
皓の1歳年上の兄。理沙子が「環境が人にどのような影響を与えるか」という自身の研究のために、皓とは全く異なる環境下で全く接点を持たずに育てられた。大人しくいじめられっ子だった。
松浦（まつうら）
水帆の隣のクラスだった男子。選択授業の美術ではるかと同じクラスで、少し面識があった。夏休みを茨城県の祖母の家で過ごしていた頃、デッサンをしていた某駅で度々はるかを見かけた。

## 書誌情報
- 芦原妃名子 『Piece』 小学館〈ベツコミ フラワーコミックス〉 全10巻
  1. 2008年12月24日発売、ISBN 978-4-09-132157-2
  2. 2009年6月26日発売、ISBN 978-4-09-132396-5
  3. 2009年12月24日発売、ISBN 978-4-09-132775-8
  4. 2010年6月25日発売、ISBN 978-4-09-133266-0
  5. 2010年12月24日発売、ISBN 978-4-09-133509-8
  6. 2011年7月26日発売、ISBN 978-4-09-133800-6
  7. 2011年12月26日発売、ISBN 978-4-09-134127-3
  8. 2012年6月26日発売、ISBN 978-4-09-134502-8
  9. 2012年12月26日発売、ISBN 978-4-09-134787-9
  10. 2013年6月26日発売、ISBN 978-4-09-135268-2

## テレビドラマ
2012年10月6日から12月29日まで日本テレビ系列で毎週土曜日24:55 - 25:25（JST）に放送されていた。NYCの中山優馬は『恋して悪魔〜ヴァンパイア☆ボーイ〜』以来、3年ぶりの連続ドラマ主演。

### あらすじ（テレビドラマ）
高校時代の同級生・折口はるかが亡くなったと西田礼美から連絡を貰ったとき、須賀水帆はちょうど彼氏の浮気現場を目撃してしまう。
水帆ははるかの葬儀会場で久しぶりに成海皓と再会し、唯一同級生の中で感情や考え方が読み取れない不思議な雰囲気を持っていた印象が頭の中で蘇り、共に過ごした高校時代を回想する。
葬儀終了後に水帆は、はるかの母親から「はるかは高校時代に同級生と交際し、その人の子供を授かっていた」という衝撃の話を聞かされる。

### キャスト

#### 皓の高校時代
成海 皓 - 中山優馬（NYC / 幼少期：長谷星那）
水帆の高校時代の同級生。マンションの3階から平気な顔をして飛び降りることができる程の運動神経を持ち、無神経な発言を繰り返しても女性に嫌われない特異な雰囲気を持っていた。
須賀 水帆 - 本田翼（幼少期：遠藤璃菜）
一貫した考え方を持ち、周りの環境に流されない性格をしている。要領よく物事を進める能力があり、他人に注意を受けないように先回りして行動する。
幼少時代、水帆は色を勘違いして間違ったバスに乗ってしまい、隣に座った男性は成海によく似ていた。行き先を間違えてバスに乗った人間は4種類の行動を取るという話をその男性から聞かされる。
矢内 高史 - 松村北斗（SixTONES）
水帆の高校時代の先輩。在学中は多くの女子生徒からの注目の的で、周りが作り出した偶像と自分とのギャップに苦しんでいた。
はるかと同じ委員会に所属し、委員会で使用していた教室にユリやカサブランカなどを活けてくれていたので、自分に好意を持っているのではと思うようになり、いつしか彼女に惹かれるようになっていた。
西田 礼美 - 荒井萌
水帆の高校時代からの友人。高校時代は浅く広い交友関係を作り過ぎて、それが災いしてか友人からの相談事が多かった。
折口 はるか - 水野絵梨奈（当時Flower/E-girls）
水帆の高校時代の同級生。一番多感な年頃と言われている19歳という若さで病気のため他界する。高校時代は控えめで大人しい性格が起因して、同級生の一部男子からいじめを受けていた。
瀬戸内 円 - 鈴木愛理（℃-ute）
水帆の高校時代の同級生、学園一のマドンナ。高校の先輩である小池と今でも交際を順調に続けている。さりげない気遣いを見せるがその行為がかえって相手を惑わす結果に繋がってしまう。
高2の春頃から名前不明のメモが届くようになり、「折口を懲らしめる」といった内容のメモが届いてから折口のいじめがエスカレートしていくのを目の当たりにして、自分が間接的に関わっているのではないかと不安に駆られる。
菅原 勇 - 野澤祐樹（noon boyz）
水帆の高校時代の同級生。東京大学受験に失敗し、現在二浪中。一度、風邪で体調が悪いときに円に優しくされたことから彼女に好意を持つようになる。
小池先輩 - 安井謙太郎（当時ジャニーズJr.）
高校の卒業式後に勇気を出して円に告白すると、「ずっと会話してみたいと思っていた」とお互いが同じ感情を持っていたことが分かる。
矢島 恵 - 桐嶋美結
水帆の高校時代からの友人。予備校生と付き合いその場の流れで初体験を済ませてしまう。
三輪 恭子 - 宮武美桜（bump.y）
水帆の高校時代からの友人。
松浦 友紀 - 渡辺翔太（ Snow Man）
美術部に所属し、高2の冬休みに祖母が暮らす茨城県那珂市に遊びに行ったときに、駅前で偶然はるかを見掛けて、その姿をデッサンしていた。
なつき - 石井杏奈（E-girls）
皓の高校時代の彼女。
宮本 - 高橋努
セクハラ行為だと女子生徒から非難され嫌われていた体育教師。
同級生
- カナ - 佐々木萌詠
- 麻美 - 野口真緒
- 谷口 - 井上翔
- 富田 - 練苧弘晃
- 水木 - 櫻井保幸

他校生徒
ミク - 井之上史織
格好いい見た目と学校の中で注目されていた矢内と高校時代に付き合いだしたが、彼からの愛情が全く感じられず女子の心が分かっていない「見かけ倒し」だと酷い言葉を浴びせて、矢内のプライドを深く傷つける。

#### 比呂の中学時代
成海 比呂 - 中山優馬（2役）（幼少期：黒井信孝）
皓の兄。弟とは対照的に気弱な性格で女性恐怖症。弟が暮らす家と全く同じ造りの家に暮らしていたが、母親との約束で20歳の誕生日を迎えたときに家を出る。
丸尾 行児 - 佐久間大介（Snow Man ）
比呂をいじめているときに立てなくなるまで弟の皓に鉄パイプで殴られ、瀕死の重傷を負い、足に後遺症が残る。現在は横須賀で彼女の久美と暮らし、1年前から差出人不明の手紙が届くようになる。
木戸 純平 - 岩本照（Snow Man ）
WINE-FOODS酒屋店員。比呂の居場所を知るために訪ねてきた矢内に中学時代に比呂を助けるために皓が引き起こした事件について話す。
坂田 コウジ - 辰巳雄大（ふぉ〜ゆ〜）
比呂をいじめていたが助けにきた弟の皓と何回か喧嘩しているうちに仲良くなる。
仲間になった皓を裏切ることが出来ないと彼が鉄パイプで重傷を負わせた丸尾を崖から突き落とし、隠蔽工作を図る。高校時代、礼美と交際していた。

#### その他
住吉 大紀 - 長谷川純
水帆の彼氏。同大学の文学部の女子学生と浮気をする。お互いが必要だと思えるような関係になりたかったと水帆に告げ、交際関係を解消し別れる。
宮本 秋人 - 石川樹
両親が離婚して寂しさを抱えていたときに本屋でアルバイトをしていたはるかと出会い、病気で他界するまで母親代わりをしてもらったり友達のような関係を続けてきた。はるかからH.Nとイニシャルが入った油絵を預かっていた。
成瀬 早苗 - 遊井亮子
比呂の母親が売りに出した家を買い取り住んでいる。比呂の所在を求めて訪ねてきた水帆にアトリエとして使用していた部屋を案内する。
久美 - 山本美月
丸尾と同棲している彼女。
折口はるかの母親 - 中村久美
折口はるかの父親 - 羽田真
七尾 君子 - 木野花
成海家の家政婦。昔は成海の家で住み込み、家事全般の仕事を熟していたが現在は週1回の金曜日に訪問している。
成海 理沙子 - 戸田菜穂
皓・比呂の母親。東智大学心理学部卒業。成海クリニック心療内科 医師・心理学博士。「臨床心理学入門」「ナルシスティックな大人達」などの著書を出版している。
仕事場近くにマンションを借りて住んでいるため、息子の皓とは一緒に暮らしていない。

### スタッフ
- 原作：芦原妃名子『Piece』（小学館 / 月刊「ベツコミ」連載中）
- 脚本：大石哲也、松田裕子、赤松義正、加藤綾子、及川真実
- 音楽：瀬川英史
- 音楽協力：Matchbox Twenty（WARNER MUSIC JAPAN）
- 演出：河合勇人、橋本光二郎、滝本憲吾
- 助監督：伊野部陽平
- 音響効果：丹雄二、丹愛
- 主題歌 - 中山優馬 「Missing Piece」（ジャニーズ・エンタテイメント）
- 挿入歌 - 中山優馬「水の帰る場所」（ジャニーズ・エンタテイメント）
- タイトルロゴ：後明裕一
- タイトルバック：守屋健太郎
- 絵画協力：山田洋平
- チーフプロデューサー：森實陽三（日本テレビ）
- プロデューサー：植野浩之（日本テレビ）、渡邉浩仁（日テレアックスオン）
- ラインプロデューサー：東島真一郎
- 制作プロデューサー：前畑祥子
- コンテンツプロデューサー：茶ノ前香、月成大地
- AP：山口仁志
- 協力：ジャニーズ事務所
- 制作プロダクション：日テレアックスオン
- 制作協力：FAB
- 企画制作：日本テレビ
- 製作・著作：vap

### 放送リスト
| 各話                                                       | 放送日         | 脚本              | 演出       |
| ---------------------------------------------------------- | -------------- | ----------------- | ---------- |
| Story1                                                     | 2012年10月06日 | 大石哲也          | 河合勇人   |
| Story2                                                     | 2012年10月13日 | 赤松義正 大石哲也 | 河合勇人   |
| Story3                                                     | 2012年10月20日 | 赤松義正 大石哲也 | 河合勇人   |
| Story4                                                     | 2012年10月27日 | 松田裕子          | 橋本光二郎 |
| Story5                                                     | 2012年11月03日 | 松田裕子          | 橋本光二郎 |
| Story6                                                     | 2012年11月10日 | 加藤綾子          | 滝本憲吾   |
| Story7                                                     | 2012年11月17日 | 及川真実          | 滝本憲吾   |
| Story8                                                     | 2012年11月24日 | 松田裕子          | 河合勇人   |
| Story9                                                     | 2012年12月01日 | 加藤綾子          | 河合勇人   |
| Story10                                                    | 2012年12月08日 | 及川真実          | 橋本光二郎 |
| Story11                                                    | 2012年12月15日 | 大石哲也          | 滝本憲吾   |
| Story12                                                    | 2012年12月22日 | 大石哲也          | 河合勇人   |
| Story13                                                    | 2012年12月29日 | 大石哲也          | 河合勇人   |
| 平均視聴率 2.1% （視聴率は関東地区・ビデオリサーチ社調べ） |                |                   |            |

- 初回は30分拡大放送（24:55 - 25:55）
- 第2話は土曜ドラマ『悪夢ちゃん』が15分拡大放送のため25:10 - 25:40放映。
- 第3話は『プロ野球・クライマックスセファイナルステージ第4戦読売ジャイアンツ対中日ドラゴンズ』中継延長により25:10 - 25:40放映。
- 第4話は『コナミ日本シリーズ2012第1戦』中継延長により25:45 - 26:15放映。
- 第5話は『コナミ日本シリーズ2012第6戦』中継延長により26:00 - 26:30放映。
- 第6 - 9話は番組調整の都合上のため25:05 - 25:35放映。
- 第10・11話は番組調整の都合上のため25:41 - 26:11放映。
- 第12話は『嵐にしやがれ 妖怪オネエ軍団と嵐が地獄のクリスマス拡大スペシャル』放送のため25:25 - 25:55放映。

### ネット局
| 放送対象地域 | 放送局              | 放送期間                      | 放送時間             | 系列           | 備考           |
| ------------ | ------------------- | ----------------------------- | -------------------- | -------------- | -------------- |
| 関東広域圏   | 日本テレビ（NTV）   | 2012年10月6日 - 12月29日      | 土曜日 24:55 - 25:25 | 日本テレビ系列 | 制作局         |
| 福岡県       | 福岡放送（FBS）     | 2012年10月10日 - 2013年1月9日 | 水曜日 26:09 - 26:39 | 日本テレビ系列 | 4日遅れ        |
| 近畿広域圏   | 読売テレビ（ytv）   | 2013年2月6日 - 5月15日        | 水曜日 26:37 - 27:12 | 日本テレビ系列 | 137日遅れ      |
| 宮城県       | ミヤギテレビ（MMT） | 2014年1月13日 -               | 月曜日 24:59 - 25:29 | 日本テレビ系列 | 約1年3か月遅れ |

| 日本テレビ 土曜日 24:55 - 25:25枠                  | 日本テレビ 土曜日 24:55 - 25:25枠 | 日本テレビ 土曜日 24:55 - 25:25枠                            |
| 前番組                                             | 番組名                            | 次番組                                                       |
| -------------------------------------------------- | --------------------------------- | ------------------------------------------------------------ |
| スプラウト （2012.7.7 - 2012.9.29） ※24:50 - 25:20 | Piece （2012.10.6 - 2012.12.29）  | 心療中-in the Room- （2013.1.12 - 2013.3.30） ※24:50 - 25:20 |